# Lesmont
Lesmont település Franciaországban, Aube megyében. Lakosainak száma 301 fő (2022. január 1.). Lesmont Bétignicourt, Chalette-sur-Voire, Molins-sur-Aube, Pel-et-Der, Précy-Notre-Dame, Précy-Saint-Martin és Saint-Christophe-Dodinicourt községekkel határos.

## Népesség
A település népessége az elmúlt években az alábbi módon változott:
| Lakosok száma | 328  | 281  | 244  | 351  | 329  | 315  | 306  | 303  | 302  | 301  |
|               | 1968 | 1982 | 1990 | 2006 | 2013 | 2015 | 2017 | 2019 | 2020 | 2022 |